# Klara Svensson
Klara Svensson (født 15. oktober 1987 i Höllviken (syd for Malmö) i Sverige) er en svensk professionel bokser. Hun har været WBC Interim Weltervægtsmester siden september 2016.
Hun har to medaljer i EM og 3 medaljer i VM i amatørboksning.
Svensson bokser for Sauerland Promotion og trænes af den tidligere professionelle bokser Joey Gamache fra USA. Hun havde sin debutkamp den 11. juni 2011, hvor hun vandt en 4-omganes enstemmig afgørelse over Andrea Rotaru, der også debuterede.
Den 24. februar 2017 skal hun møde norske Cecilia Brækhus til kamp i The Nordic Rumble i Oslo Spektrum.